# Alienaxiopsis
Alienaxiopsis is een geslacht van kreeftachtigen uit de klasse van de Malacostraca (hogere kreeftachtigen).

## Soort
- Alienaxiopsis lizardensis Sakai, 2011